# ホノルル郡 (ハワイ州)
ホノルル郡（英: Honolulu County、またはホノルル統合市郡、英: City and County of Honolulu）は、アメリカ合衆国ハワイ州の統合市郡である。郡域にはハワイ諸島のホノルルの都市化区域（ハワイ州最大の都市で州都）を含むオアフ島全体、ニイハウ島、北西ハワイ諸島のミッドウェー島を除く諸島を含んでいる。人口は101万6508人（2020年）。
かつてはオアフ郡と呼ばれていたが、1907年に採択された都市憲章でホノルル郡として設立され、ハワイ準州（Territory of Hawaii）議会によって承認された。自治体としてアメリカ合衆国の市および郡の双方で伝統的に行われている行政を行っている。
ホノルル郡はハワイ州の中で唯一法人化された地域ではあるが、アメリカ合衆国国勢調査局は統計上の扱いのために現在でもハワイ市を始めとして郡内を幾つかの国勢調査指定地域に分割している。
2019年時点のホノルル市長（"mayor"）はカーク・コールドウェルである。市のモットーは "Haʻaheo No ʻO Honolulu" （ホノルルの誇り）である。

## 政治

### 郡政府
ホノルル郡は当初郡監督官会議が統治していたが、現在は市長・市政委員会方式で管理されており、市民防衛、救急医療、消防、公園とレクリエーション、警察、衛生、街路、水道など全ての市民サービスを監督している。ホノルル郡はアメリカ合衆国の中でも最大級の自治体なので、年間予算は10億ドルに上る。
郡政府の機能は簡素化合理化され、3つの権限に分けられている。
- ホノルル市長が行政部門の首長であり、通常の都市であれば市長と議会の間に平等に配分されるような権限を、ここでは強く集中化された形で持っている。この権限がある故に、政治学者達はアメリカ合衆国の中でも最大級に権力のある首長だとみなすことが多い。郡長は4年任期であり、無党派選挙で選出されている。
- ホノルル市政委員会は一院制の立法府である。一院制の立法府である。選出される委員は法律を起草して成立させると共に様々な執行部門に予算を提案する責任がある。国内の他の都市とは異なり、委員会は市長と完全に独立している。市長は委員会の会期中も出席しない。委員は9人であり、それぞれが9つの区域を代表しており、4年間任期で、半数が2年毎に無党派選挙で改選されている。
- ホノルル検事総長は市長や市政委員会とは完全に独立した権限を持ち、それらに助言したとしても告発されない。自治体の司法権の下で法人弁護部の責任を全うする義務がある。検事総長は4年任期であり、無党派選挙で改選されている。
- 郡内には地区委員会システムがあり、これは合衆国の中では珍しい部類に属している。地区委員会は36あり、この種のものとしては最も多い。委員は2年任期で選出される。委員会は公的政策や公共投資に対して助言を行うのが任務である。

#### 区域

ホノルル郡の区域

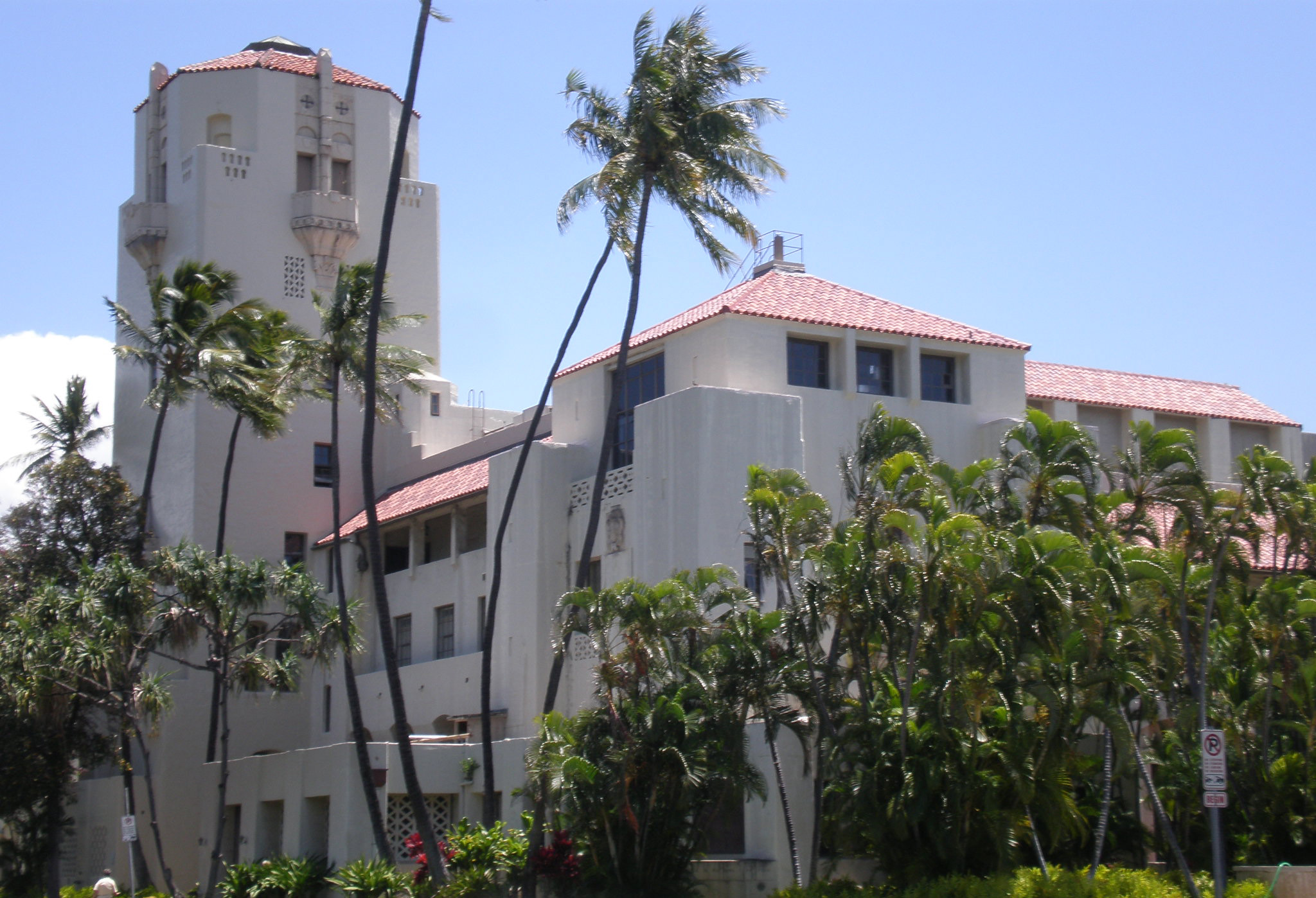
ホノルル・ハレは郡庁であり、郡長のオフィスや郡政委員会が入っている

アメリカ合衆国の多くの都市と同様、ホノルル郡は幾つかの小さな管理区域に分けられる。オアフ島には9つの区域があり、それぞれが郡政委員を選出している。区域の境界は10年毎に行われる国勢調査の結果で修正される。各区域には「町」や「市」と非公式に呼ばれる法人化はされていない小区域がある。以下はそのリストである。
- 区域 I: エワ、エワビーチ、ホノウリウリ、ウェストロック、カポレイ、マカキロ、カラエロア、ホノカイ・ヘイルとナナカイ・ガーデンズ、コオリナ、ナナクリ、ワイアナエ、マカハ、ケアアウ、マクア
- 区域 II: ミリアニ、マウカ、ワヒアワ、ウィットモアビレッジ、モクレイア、ワイアルア、ハレイワ、ワイメア、ププケア、サンセットビーチ、カフク、ライエ、ハウウラ、プナルウ、カハナ、カアアワ、クアロア、ワイアホレ、カハルウ、アフイマヌ、ヘエイア
- 区域 III: ワイマナロ、カイルア、カネオヘ
- 区域 IV: ハワイカイ、クリオウオウ、ニウバレー、アイナハイナ、ワイルペ、ワイアラエイキ、カラニバレー、カハラ、ウィルヘルミナライズ、カパフルの一部、カイムキの一部、ダイヤモンドヘッド、ワイキキ、アラモアナ
- 区域 V: カパフル、カイムキ、パロロバレー、セントルイスハイツ、マノア、モイリイリ、マッカリー、カカアコ、アラモアナ、マキキ
- 区域 VI: マキキ、ホノルル中心街、パンチボウル、リリハ、パウオアバレー、ヌウアヌ、アレワハイツ、パパコレア、カリヒバレー、カリヒ
- 区域 VII: カリヒ、カパラマ、パラマ、イウィレイ、サンドアイランド、マプナプナ、空港、ヒッカム、パールハーバー、フォードアイランド、アリアマヌ、ソルトレイク、フォスタービレッジ、スタジアム、ハラワバレーエステーツ
- 区域 VIII: シャフター砦、モアナルアハラワ、アイエア、パールシティ、シービュー、クレストビュー、ワイピ、オジェントリー
- 区域 IX: ワイケレ、ワイパフ、ビレッジパーク、クニア、ミリアニ

#### 官庁街
官庁街はホノルル中心街の州都区域と呼ばれるものと共存している。ホノルル郡公式庁舎がホノルル・ハレの地区内にある。これは郡庁舎と郡長および郡政委員会を収容する建物として1920年代に建てられたものである。1960年代と1970年代の郡長フランク・ファシが現在ある形に官庁街を作り上げた。ファシは資産を強制収用するという議論の多い挑戦的な手段を採り、地域の大型コンクリート構造物を壊し、地下駐車場と地上の刈り込まれた芝生のある緑地を造り、特に屋外彫刻を発注した。また市の司法権に入る部門を収容する新しい庁舎建設を監督した。その中でも著名なのがホノルル・ミュニシパル・ビル（総合庁舎）と、ホノルル警察署の本部となるハレ・マカイである。官庁街は、カピオラニ・バンドスタンド、ニール・S・ブレイズデル・センターおよびワイキキ・シェルなど首都区域の敷地に隣接している。

#### 市民サービス
ホノルル郡は資産税など様々な形態の税を徴収している。税収は住民のために下記のような幾つかのサービスに使われている。
- ホノルル上水道局
- ホノルル消防署
- ホノルル救急医療サービス
- TheBus（公営バス）

ホノルル都心部アラパイ警察署を本部とするホノルル警察はオアフ島中の交番を運営している。

### 州政府施設

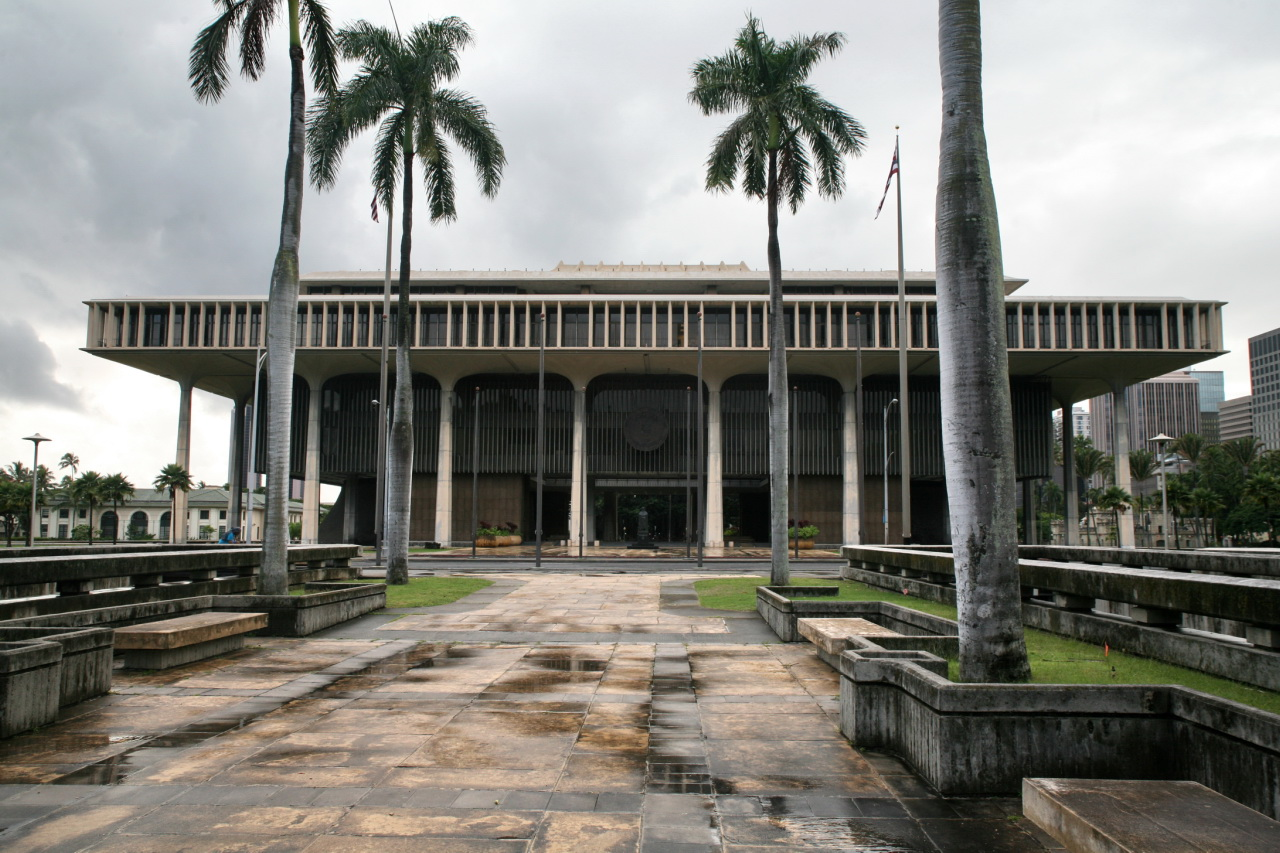
ハワイ州議会議事堂

ハワイ州公衆安全省はホノルル郡のオアフ島内でハラワ矯正施設、ワイアワ矯正施設および婦人コミュニティ矯正センターという3つの刑務所を運営している。オアフ島にはオアフ・コミュニティ矯正センターに加えて郡内には監獄が1つある。

### 連邦政府施設
アメリカ合衆国郵便公社が郡内の郵便局を運営している。本局は国際空港の側、アオレレ通りにある。連邦政府刑務所局が運営するホノルル拘置所がホノルルの中にある。

## 人口動態
以下は2000年の国勢調査による人口統計データである。
| 基礎データ - 人口: 876,156人 - 世帯数: 286,450 世帯 - 家族数: 205,671 家族 - 人口密度: 564人/km2（1,461人/mi2） - 住居数: 315,988 軒 - 住居密度: 203軒/km2（527/mi2） 人種別人口構成 - アジア人: 46.04% - 白人: 21.28% - 太平洋諸島系: 8.87% - アフリカン・アメリカン: 2.35% - ネイティブ・アメリカン: 0.25% - その他の人種: 1.28% - 混血: 19.93% - ヒスパニック・ラテン系: 6.70% | 年齢別人口構成 - 18歳未満: 23.8% - 18-24歳: 10.1% - 25-44歳: 30.6% - 45-64歳: 22.0% - 65歳以上: 13.4% - 年齢の中央値: 36歳 - 性比（女性100人あたり男性の人口） - 総人口: 101.1 - 18歳以上: 99.7 世帯と家族（対世帯数） - 18歳未満の子供がいる: 31.8% - 結婚・同居している夫婦: 54.5% - 未婚・離婚・死別女性が世帯主: 12.3% - 非家族世帯: 28.2% - 単身世帯: 21.6% - 65歳以上の老人1人暮らし: 7.0% - 平均構成人数 - 世帯: 2.95人 - 家族: 3.46人 |

## 地理
アメリカ合衆国国勢調査局に拠れば、郡域全面積は2126.85平方マイル (5,508.5 km2)であり、このうち陸地は599.77平方マイル (1,553.4  km2)、水域は1527.08平方マイル (3,955.1 km2)で水域率は71.80%である。しかし、水域の大半は島を取り囲む太平洋である。

### 町
| ABC順 | 人口順 |
| --- | --- |
| - アフイマヌ - アイエア - アイナハイナ - バーバーズポイントハウジング - エワビーチ - エワジェントリー - エワビレッジズ - ハラワ - ハレイワ - ハウウラ - ハワイイカイ - ヘエイア - ヒッカム空軍基地 - ホノルル - イロコイポイント - カアアワ - カハルウ - カフク - カイルア - カラエロア - カネオヘ - カポレイ - カウェラベイ - ライエ - マイリ - マカハバレー - マカハ - マカキロ - 海兵隊ハワイ基地 - マウナウィリ - ミリラニタウン - モクレイア - ナナクリ - パウオア - パールシティ - プナルウ - ププケア - スコフィールド兵舎 - ビレッジパーク - ワヒアワ - ワイアホレ - ワイアルア - ワイアナエ - ワイカネ - ワイマル - ワイナマロビーチ - ワイナマロ - ワイパフ - ワイピオエーカーズ - ワイピオ - ウィーラー陸軍航空基地 - ウィットモアビレッジ | - ホノルル 人口40,000人未満 - カイルア - カネオヘ - ワイパフ - パールシティ - ワイマル - ミリラニタウン - カポレイ 人口20,000人未満 - ワヒアワ - エワビーチ - スコフィールド兵舎 - ハラワ - マカキロ - 海兵隊ハワイ基地 - ワイピオ - ナナクリ - ワイアナエ 人口10,000人未満 - ビレッジパーク - アイエア - アフイマヌ - マイリ - ヒッカム空軍基地 - ワイピオエーカーズ 人口5,000人未満 - ヘエイア - エワジェントリー - マウナウィリ - エワビレッジズ - ライエ - ワイナマロビーチ - ププケア - ウィットモアビレッジ - ワイアルア - ワイナマロ - ハウウラ - カハルウ - ウィーラー陸軍航空基地 - イロコイポイント - ハレイワ - カフク その他は人口2,000人未満であるか、上記の町に含まれている |

### 隣接する郡
- マウイ郡 - 南東
- カウアイ郡 - 北西

### 国立保護地域
- ジェイムズ・キャンベル国立野生生物保護区
- オアフ森林国立野生生物保護区
- パパハナウモクアケア海洋国立保護区 - 北西ハワイ諸島
- パールハーバー国立野生生物保護区
- アリゾナ記念館

## 経済
ハワイアン航空、アイランドエアー、およびアロハエアカーゴがホノルルに本社を置いている。アロハ航空もその解散まではホノルルに本社を置いていた。その他ホノルルに本社を置く大企業としては、第一ハワイ銀行、ハワイ銀行およびハワイ電力がある。

## 外交的役割
幾つかの国がホノルル郡に外交施設を置いている。在ホノルル日本国総領事館がヌウアヌ・アベニュー1742にある。在ホノルル大韓民国総領事館はパリ・ハイウェイ2756にある。在ホノルルフィリピン総領事館はパリ・ハイウェイ2433にある。在ホノルルミクロネシア連邦総領事館はウアレナ通り3049のスイート908にある。在ホノルルオーストラリア総領事館はビショップ通り1000のペントハウスにある。在ホノルルマーシャル諸島総領事館はルシタニア通り1888のスイート301にある。キリバス共和国領事館はナコロプレース95の265号室にある。

## 交通

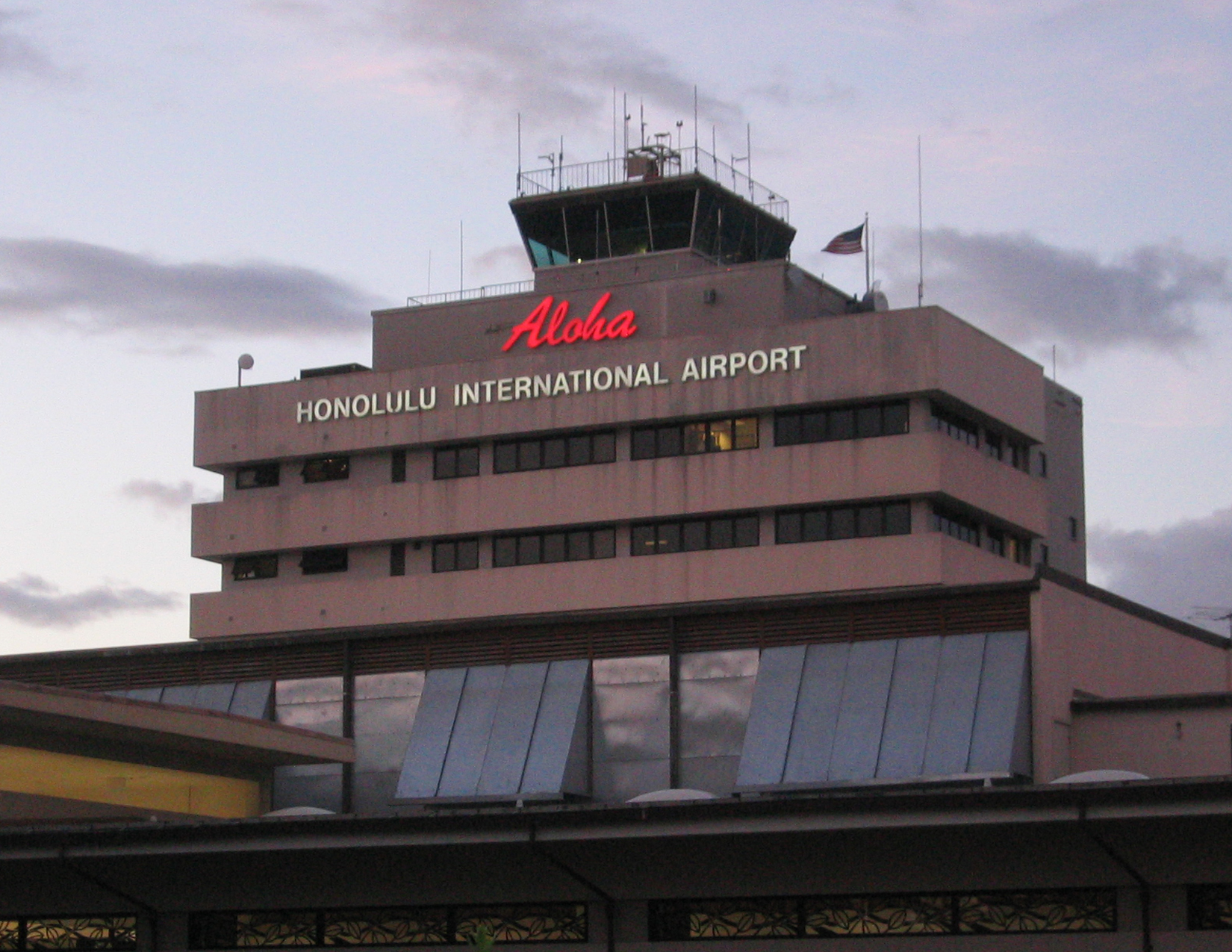
ホノルル国際空港

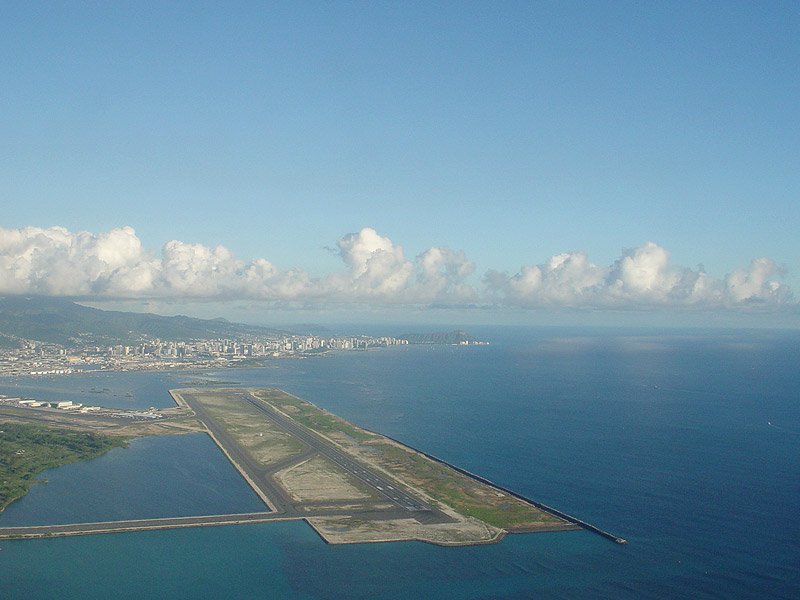
ホノルル国際空港の滑走路

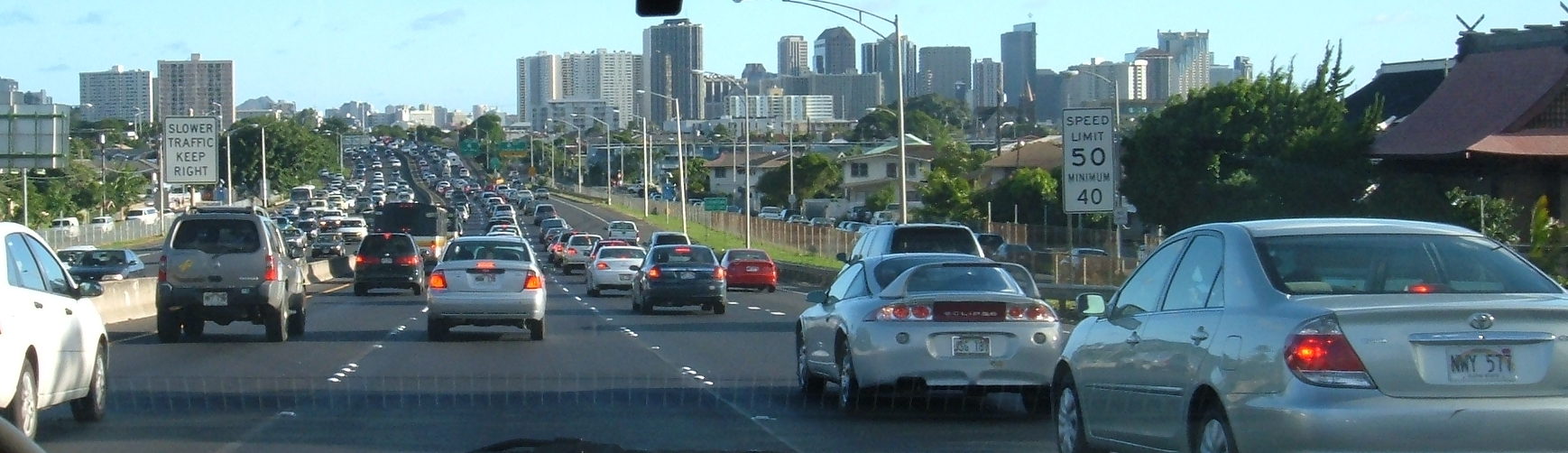
州間高速道路H-1号線の都心部に向かう東向き車線

### 航空
ホノルルの西端にあるホノルル国際空港はハワイ州の空の玄関口になっている。

### 高規格道路
- 州間高速道路H-1号線は西からホノルル市内に向かい、ヒッカム空軍基地とホノルル国際空港を過ぎて、中心街の北を抜けてマキキとカイムキを過ぎ、ワイアラエ・カハラで終わる。ホノルル市の西部でワヒアワからの州間高速道路H-2号線と、カネオヘからの州間高速道路H-3号線と接続している。
- 州間高速道路H-201号線は通常モアナルア・フリーウェイと呼ばれ、元は州道78号線だった。州間高速道路H-1号線とはアロハ・スタジアムとシャフター砦の2点で接続している。H-1号線とアロハ・スタジアに近く、オアフ島の風上側（カネオヘ）に向かうH-3号線の西端と交わっている。この複雑なインターチェンジはハラワにある。
- 州間高速道路H-2号線はパールシティからワイピオとミリラニを抜けてワヒアワに向かいスコフィールド兵舎とウィーラー陸軍航空基地の近くで州道（ウィリキナ・ドライブ）に変わる。オアフ島の北海岸に行くには便利なルートである。
- 州間高速道路H-3号線はジョン・A・バーンズ・フリーウェイとも呼ばれ、H-1号線のハラワからカネオヘに通じている。

その他ホノルル市とオアフ島の各所を繋ぐ高規格道路としては次のものがある。
- パリ・ハイウェイ、州道61号線、コオラウ山地を越えてパリ・トンネルを通り、オアフ島の風上側、カイルアとカネオヘの町に繋がる。
- リケリケ・ハイウェイ、州道63号線、これもコオラウ山地を越えてウィルソン・トンネルを過ぎ、カネオヘに通じている。
- カラニアナオレ・ハイウェイ、州道72号線、ワイアラエ・カハラから東にハワイイカイに向かい、オアフ島の東端を回ってワイマナロビーチに至る。
- 州道80号線、島の北部を走っている。
- カメハメハ・ハイウェイ、州道83号線、オアフ島の北東海岸線を走っている。
- 州道93号線、島の西海岸線を走っている。バーバーズポイントハウジング近くで95号線が分岐する。
- カメハメハ・ハイウェイ、州道99号線、ヒッカム空軍基地近くから西にアイエアに向かい、島の中央を抜けて83号線に移り、終端はカネオヘになる。
- 州道801号線、803号線、930号線、島の北部にある。

アメリカ合衆国の大都市と同様にホノルル郡もラッシュアワーの交通渋滞が激しく、特に西部のカポレイ、エワ、アイエア、パールシティ、ワイパフ、およびミリラニの間の行き来が大変である。道路を拡張する余地はあまり残っていない。

### 公共交通

#### バス
フランク・F・ファシ市長が設立した公共輸送システムは、1994年から1995年、および2000年から2001年の2度、アメリカ公共輸送協会から「アメリカで最良の交通システム」の称号を贈られた。オアフ交通サービスの"TheBus"は541台のバスで107の路線を運行している。
2004年、バスに与えられた通行権を使ってバス・ラピッド・トランジットの建設が始められた。当時の市長ジェレミー・ハリス（在任1994年-2004年）が提案したこのシステムはイウィレイ地区とワイキキを結ぶことが計画されていた。しかし、前市長マフィ・ハンネマン（在任2005年-2010年）はこのシステムをほとんど否定し、そのバスを他の急行バス路線に転用した。

#### 鉄道
ホノルルの歴史の初期では路面電車が使われていたことがあった。最後に鉄道を敷こうとした試みはホノルル地域鉄道高速輸送プロジェクトと呼ばれ、略してHARTとされていた。当初1968年にニール・S・ブレイズデル郡長（在任1955年-1969年）が提案し、その後継者フラク・ファシ（在任1969年-1981年）にも支持されたHARTはパールシティからハワイイカイまで29マイル (47 km) の路線が想定されていた。しかしこの計画は1980年までにハワイ大学マノア校とホノルル国際空港の間、8マイル (13 km) の区間に縮小された。
1985年までに交通計画の予算全額の削減を含み、ロナルド・レーガン大統領から予算削減が提案された後、新しく選出されたアイリーン・アンダーソン郡長（在任1981年-1985年）が1981年に計画を中止し、その資源に対する認証と資金を返還させた。アンダーソンはこの計画を実行すればその財政責任に関する公約を破ることになると主張していた。
アンダーソンがHARTの建設を中止してから大量輸送鉄道を建設する試みが何度かなされた。しかし全ての試みはホノルル郡の聴聞で行き詰まった。2004ね、市、郡および州は数段階でシステムを建設する実行計画の作成を承認した。最初の路線はオアフ島西部のカポレイとハワイ大学マノア校を結ぶことが提案された。しかし、2006年12月22日、郡政委員会は鉄道でもバスでも利用できる固定ガイドレールシステムを承認し、オアフ島西部のカポレイからアラモアナまでの路線と、ワイキキからまノアまでの支線を建設することになった。
2008年11月4日、ホノルルの住民投票で西オアフと中心街、ワイキキおよびハワイ大学を結ぶ鉄道計画に45億ドルの予算を承認した。列車は長さ約200フィート (61 m)、電気で駆動し、鋼製車輪を鋼製レールに乗せて動かすものとされ、各列車で300人以上の乗客を運ぶこととされ、固定ガイドレールシステムの採用は中止された。
工事は2011年2月22日に着工した。高架鉄道になる予定で、2017年までにイーストカポレイ〜アロハスタジアム間が、2019年までにアロハスタジアム〜アラモアナセンター間が開通する予定であったが、完成が遅れ、現在のところ2020年下半期にイースト・カポレイ～アロハ・スタジアム間の部分開業、2025年に全線が開業する予定となっている「。

## 教育

### カレッジと大学
ホノルル郡のカレッジと大学にはホノルル市街地の3大学（ハワイ大学マノア校、シャミナード大学およびハワイ・パシフィック大学）とライエにあるブリガム・ヤング大学ハワイ校がある。

### 初等中等教育
ハワイ州教育省がホノルルの公立学校を運営している。

### 公共図書館
ハワイ州公共図書館システムが公共図書館を運営している。ホノルル市にあるハワイ州図書館はこのシステムの本館として機能している。また視覚身体障害者図書館も市内にあり、視覚身体障害者のために資している。ホノルル市と郡の全体で22の図書館支所がある。

## 文化

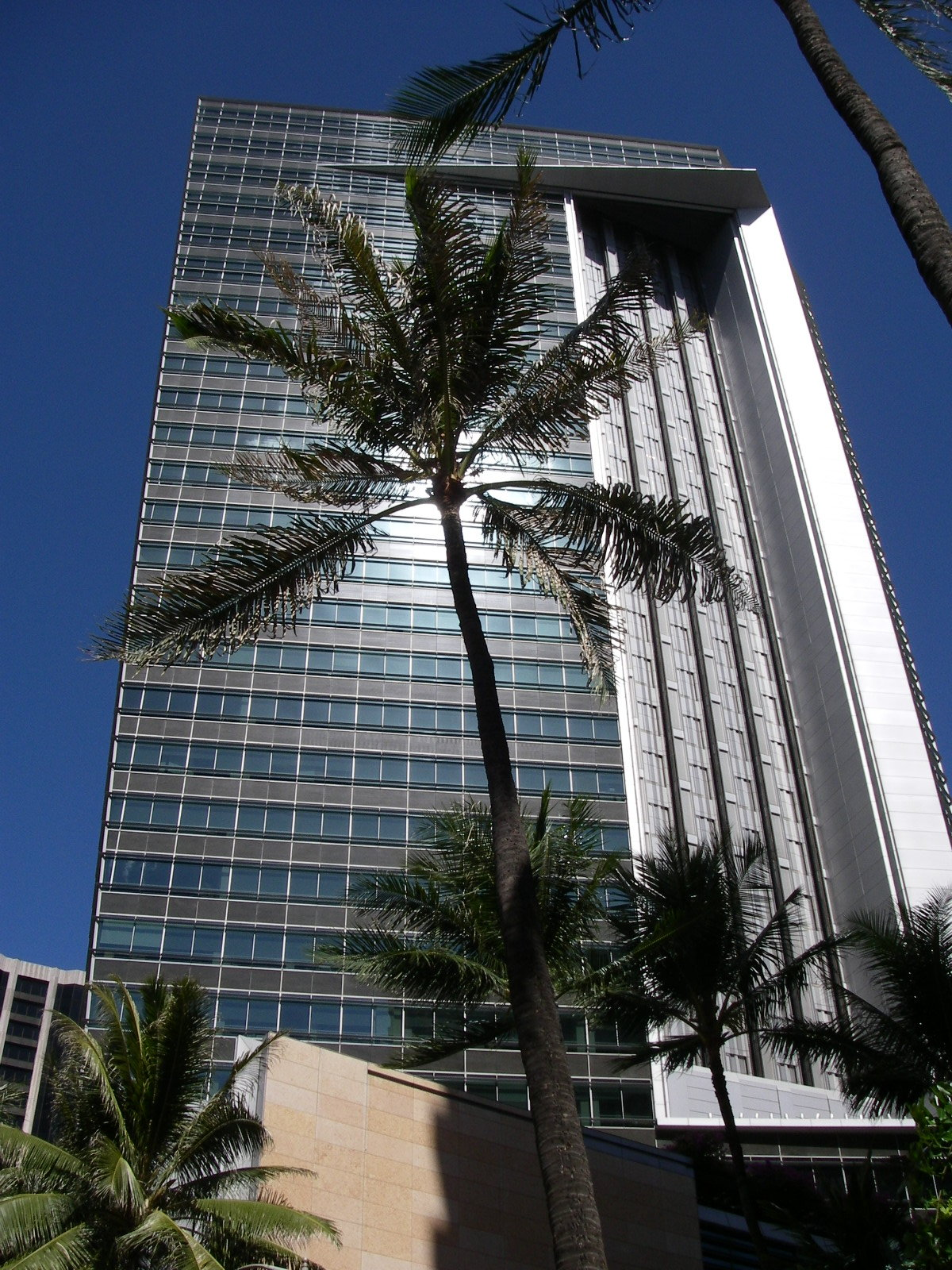
第一ハワイアンセンターはハワイ州で最も高い建物であり、当代美術館を収めている

### 芸能
ホノルル・シンフォニーは1900年に設立されたロッキー山脈より西側のアメリカ合衆国では最古のオーケストラである。その他クラシック音楽の団体としてはハワイ・オペラ・シアターがある。ホノルルはハワイ音楽の中心でもある。主な音楽会場としてはブレイズデル・センター、ワイキキ・シェル、ハワイ・シアターなどがある。
ホノルルにはダイアモンドヘッド・シアターなどライブ用の会場も幾つかある。

### 芸術
芸術の発展のために州および民間が後援する様々な施設がある。ホノルル美術館はハワイでは最大のアジアと西洋美術のコレクションを誇っている。シャングリラ・エステートにはイスラム美術の最大コレクションもある。ホノルル美術館は、その歴史的な後援者ドリス・デュークの名前を冠したドリス・デューク・シアターで、アートハウスや世界の映画に献呈された映画やビデオを流している。
コンテンポラリー博物館はハワイ州唯一の当代美術館である。マキキにある本館とホノルル中心街の第一ハワイアンセンターにある多目的ギャラリーの2か所がある。
ハワイ州立美術館もホノルル中心街の第一州都区域ビルにあり、地元の芸術家が創作した作品や伝統的ハワイ芸術の収集品を収めている。この美術館はハワイ州文化芸術基金が管理している。

### 自然博物館
ビショップ博物館はハワイ第1の文化施設として国際的に認められ、ホノルルでは最大の博物館である。自然史の標本では州内最大のコレクションがあり、ハワイと太平洋の文化的工芸品では世界最大の収集品を誇っている。ホノルル動物園ハワイ州では主たる動物学施設であり、またワイキキ水族館は海洋生物研究所でもある。ワイキキ水族館はハワイ大学や世界中の大学と協力している。市内にはフォスター植物園、リリウオカラニ植物園、ウォーカーエステートなど鑑賞や植物学のための庭園もいくつかある。

### スポーツ

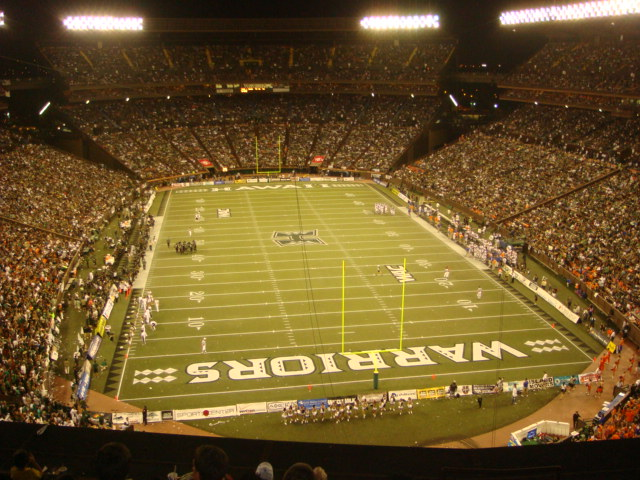
アロハ・スタジアム

ホノルルにはプロスポーツチームがいない。しかし、毎年2月にはNFLのプロボウルを開催し、またクリスマスにはNCAAのハワイボウルも開催している。毎年9月下旬から11月にはハワイ・ウィンターリーグが行われ、MLBや日本、韓国のマイナー野球選手が集まっている。試合はレス・ムラカミ・アンド・ハンス・ロレンジ・パークで行われる。ホノルルのスポーツファンはハワイ大学マノア校のアメリカンフットボール、バレーボール、バスケットボールおよび野球の試合を楽しむ。高校スポーツも特にアメリカンフットボールは人気がある。スポーツ会場としては以下のものがある。
- アロハ・スタジアム - アメリカンフットボールとサッカー
- レス・ムラカミ・スタジアム、ハワイ大学マノア校 - 野球
- スタン・シェリフ・センター、ハワイ大学マノア校 - バレーボールとバスケットボール
- ニール・ブレイズデル・センター競技場 - バスケットボール

ホノルルの温暖な気候で一年中フィットネス活動ができる。2004年、雑誌「メンズ・フィットネス」はホノルルを全米で最もフィットネスに適した都市に指定した。またロードレースの大会も大きなものが3つある。
- グレート・アロハラン、毎年大統領の日に行われている。
- ホノルルマラソン、毎年12月の第2日曜日に開催される。毎年2万人以上の人々が参加し、日本からの参加者が約半分か3分の2にのぼる。
- ホノルル・トライアスロン、USAトライアスロンが主催し、オリンピック競技のトライアスロンと同じ距離で争われる。2004年から毎年5月に開催される。

## メディア
ホノルル郡には新聞、ラジオ、テレビなど様々な形のメディアがある。

## 姉妹都市
ホノルル郡は以下の都市と姉妹都市を結んでいる。
| ペルー、アレキパ     | フィリピン、バギオ     | アゼルバイジャン、バクー         | フランス、ブリュエレ     | ベネズエラ、カラカス   |
| フィリピン、セブ     | ポルトガル、フンシャル | 中華人民共和国、海南省           | 日本、広島市             | ベトナム、フエ         |
| 大韓民国、仁川広域市 | 台湾、高雄市           | ロシア、クズル                   | フィリピン、ラオアグ     | ケニア、モンバサ       |
| インド、ムンバイ     | 日本、那覇市           | フィリピン、プエルト・プリンセサ | プエルトリコ、サンフアン | 大韓民国、ソウル特別市 |
| ポルトガル、シントラ | 日本、東京都           | フィリピン、ビガン               | ロシア、ウラジオストク   | 中華人民共和国、中山市 |